# Linda Hamilton
Linda Carroll Hamilton (Salisbury, 26 de setembro de 1956) é uma atriz americana, indicada aos prêmios Saturn Award, Emmy e Golden Globe.
Mais conhecida por seus papéis como "Sarah Connor" na franquia cinematográfica The Terminator (br: O Exterminador do Futuro / pt: O Exterminador Implacável) e como Catherine Chandler na série de televisão Beauty and the Beast, ao lado de Ron Perlman, de 1987 a 1990. Atualmente participou de vários episódios da série Chuck.
Foi casada com o ator Bruce Abbott, de 1982 a 1989, com quem teve um filho, e com o diretor de cinema James Cameron, de 1997 a 1999, com quem teve uma filha, Josephine Archer Cameron, nascida em 1993.
Teve uma irmã gêmea: Leslie Hamilton que morreu em 22 de agosto de 2020, aos 63 anos. Foi também conhecida por interpretar Rachel Wando, prefeita da cidade de Dante, no filme O Inferno de Dante, em 1997. Como nasceu no Estados Unidos, foi conhecida por fazer vários filmes como Cicatrizes da Guerra e Uma Noite Silenciosa.

## Carreira
Estreia de Hamilton veio pela primeira vez na televisão, seguido por um papel importante como Lisa Rogers na novela Secrets of Midland Heights (dezembro 1980 / janeiro 1981). Sua estreia na tela grande foi no thriller TAG: The Game Assassination (1982) e, como resultado, ela foi listada como um dos doze " novos atores promissores de 1982" na edição 34 da revista World Screen de John Willis. Ela também compartilhou um papel de protagonista na CBS, em um filme feito para TV Country Gold, com Loni Anderson e Earl Holliman.
Hamilton fez o papel principal em Children of the Corn, baseado no conto de horror Stephen King. O filme, que fez 14 milhões dólares nas bilheterias, que foi muito criticado pelos críticos. O próximo papel de Hamilton foi “O Exterminador do Futuro”, ao lado de Michael Biehn, em 1984. O filme foi um inesperado sucesso comercial e de crítica. Após o Exterminador do Futuro, Hamilton atuou em Black Moon Rising, um thriller de ação com Tommy Lee Jones. Ela, então, voltou à televisão como estrela convidada na série de mistério Murder, She Wrote, marcando críticas favoráveis. Logo após Hamilton estrelou ao lado de Ron Perlman na série de TV A Bela e a Fera. A série foi aclamada pela crítica, e ela recebeu Emmy e ao Globo de Ouro. Hamilton deixou a série em 1989, que terminou em 1990.
Hamilton voltou à tela grande em 1990, com Michael Caine no filme Mr.Destiny e em 1991 filmou O Exterminador do Futuro 2: O Julgamento Final, a sequencia de O Exterminador do Futuro. O último foi um sucesso de bilheteria, arrecadando mais de US$ 500 milhões, mais do que qualquer outro filme do mesmo ano. Hamilton passou por intenso treinamento físico para enfatizar a transformação do personagem desde o primeiro filme. Sua irmã gêmea idêntica, Leslie Hamilton Gearren, foi a dupla de Linda em Exterminador 2. Hamilton recebeu dois MTV Movie Awards por seu papel no filme, um de Melhor Performance Feminina e o outro de mais atriz mais desejável. Ela reprisou o personagem, Sarah Connor, para o parque temático T2 3-D. Em 1990, Hamilton foi escolhida pela revista People como uma das 50 pessoas mais bonitas do mundo. Após o sucesso da série Exterminador do Futuro, ela apresentou o programa Saturday Night Live.
Ela voltou à televisão em A Mother's Prayer (1995), interpretando uma mãe que perdeu seu marido e é diagnosticada com AIDS. Por sua atuação no filme, em que co-estrelou com Kate Nelligan e Bruce Dern, Hamilton foi premiada com um Prêmio CableACE pelo melhor desempenho dramático e foi indicada  para outro Globo de Ouro em 1996. Nesse mesmo ano, Hamilton participou de dois filmes que foram lançados com uma semana de diferença em 1997: Shadow Conspiracy com Charlie Sheen e Dante's Peak com Pierce Brosnan. Shadow Conspiracy fracassou nas bilheterias, mas Dante's Peak arrecadou 180 milhões dólares e foi um dos maiores sucessos comerciais do ano. Ela recebeu um prêmio Blockbuster Entertainment para o desempenho feminino em Dante's Peak.
Hamilton desde então tem aparecido em séries de televisão como Frasier (season 4 episódio "Odd Man Out" como Laura) e According to Jim e fez mais filmes de TV, incluindo On the Line, Robots Rising, Rescuers: Stories of Courage: Two Couples, Point Last Seen, and The Color of Courage. Hamilton e seu colega em A Bela e a Fera, Ron Perlman, foram reunidos no drama pós-guerra do Vietnã de 2005, Missing in America.
Em 2009, ela voltou como Sarah Connor em Terminator Salvation, apenas como narradora. Em 2010, ela se juntou ao elenco da série Chuck no papel recorrente de Mary Elizabeth Bartowski, um agente da CIA e de mãe ausente de Chuck e Ellie.  Ela também aparece como atriz convidada na televisão a cabo Showtime, na série Weeds como fornecedora de maconha da personagem principal do show (Mary-Louise Parker). Em novembro de 2011, ela narrou o documentário Chiller The Future of Fear horror. Participou do sexto filme da franquia exterminador do futuro, lançado mundialmente no dia 1 de novembro de 2019, dirigido por Tim Miller, produzido por James Cameron e David Ellison, escrito por Billy Ray, David S. Goyer, Justin Rhodes e Josh Friedman.

## Filmografia
- 1979 - Night-Flowers

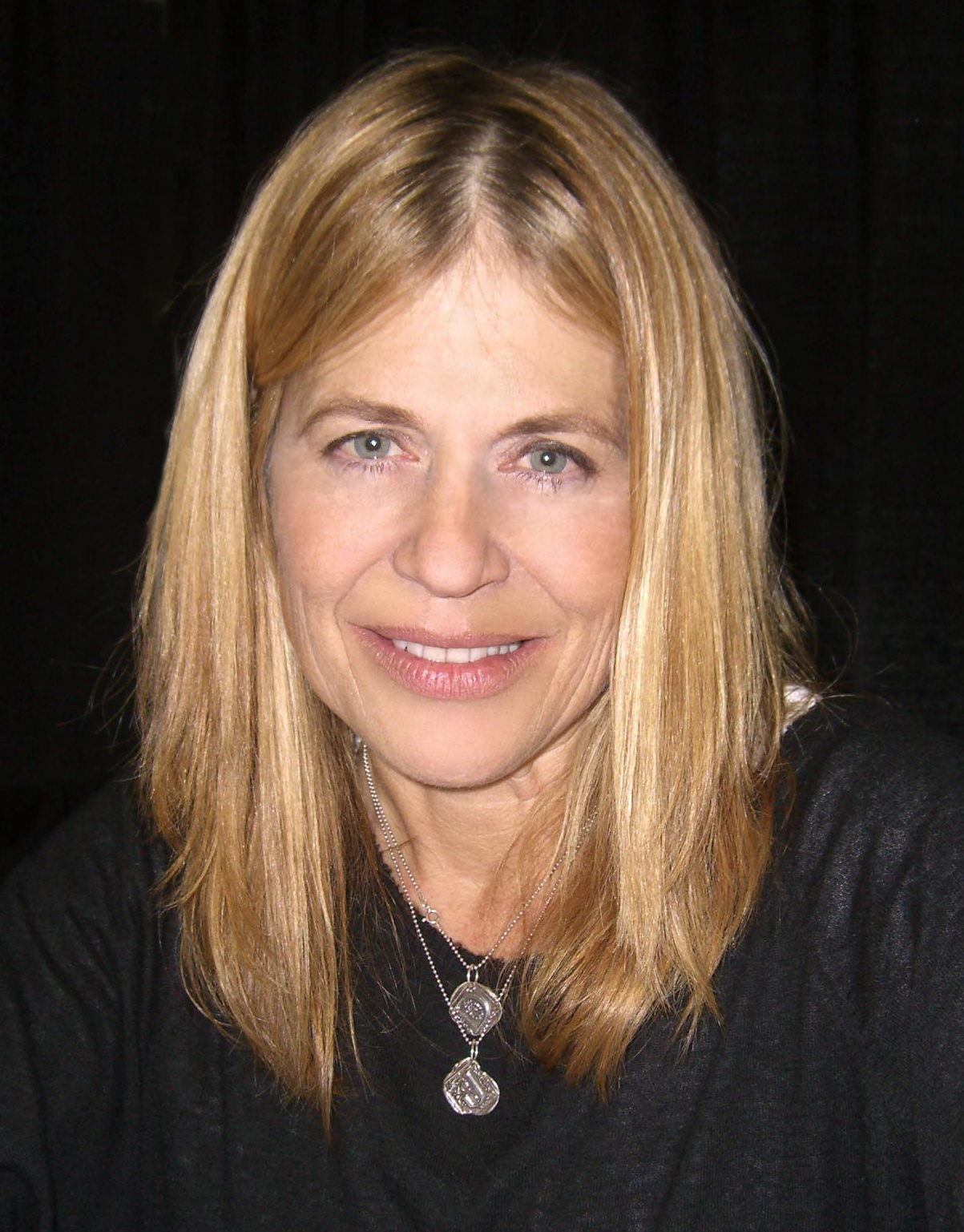
Hamilton em 2009

- 1982 - Tag: The Assassination Game
- 1983 - Trocando as Bolas (ponta não creditada)
- 1984 - The Terminator
- 1984 - Children of the Corn (filme)
- 1984 - The Stone Boy
- 1986 - King Kong Lives
- 1986 - Black Moon Rising
- 1987 - Beauty and the Beast
- 1988 - Go Toward The Light
- 1990 - Mr. Destiny
- 1991 - Terminator 2: Judgment Day
- 1994 - Silent Fall
- 1995 - Separate Lives
- 1996 - Terminator 2 3-D: Battle Across Time
- 1997 - Dante's Peak
- 1997 - Shadow Conspiracy
- 1997 - Frasier
- 1998 - On the Line
- 1998 - Point Last Seen
- 1999 - The Secret Life of Girls
- 2000 - Skeletons in the Closet
- 2000 - Sex & Mrs. X
- 2002 - Silent Night
- 2003 - Wholey Moses
- 2004 - Jonah
- 2005 - Smile
- 2005 - Missing in America
- 2005 - The Kid & I
- 2006 - Thief
- 2006 - Home by Christmas
- 2007 - Broken Karen
- 2009 - Waters Rising
- 2009 - The Line
- 2010 - Chuck
- 2011 - Weeds (série)
- 2013 - Lost Girl (série)
- 2014 - Terror no Triângulo das Bermudas
- 2014 - Defiance
- 2019 - Exterminador do Futuro 6 - Destino Sombrio